# Dorfkirche Hohen Sprenz

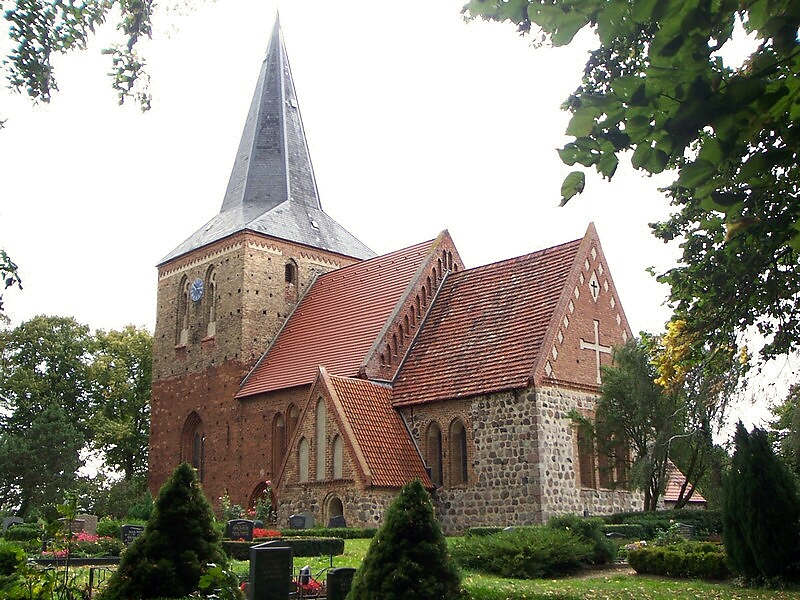
Dorfkirche Hohen Sprenz

Die Dorfkirche Hohen Sprenz ist eine frühgotische Backsteinkirche in der Gemeinde Hohen Sprenz im Landkreis Rostock in Mecklenburg-Vorpommern. Sie gehört zur Kirchengemeinde Hohen Sprenz-Kritzkow in der Propstei Rostock im Kirchenkreis Rostock der Evangelisch-Lutherischen Kirche in Norddeutschland (Nordkirche).

## Baubeschreibung

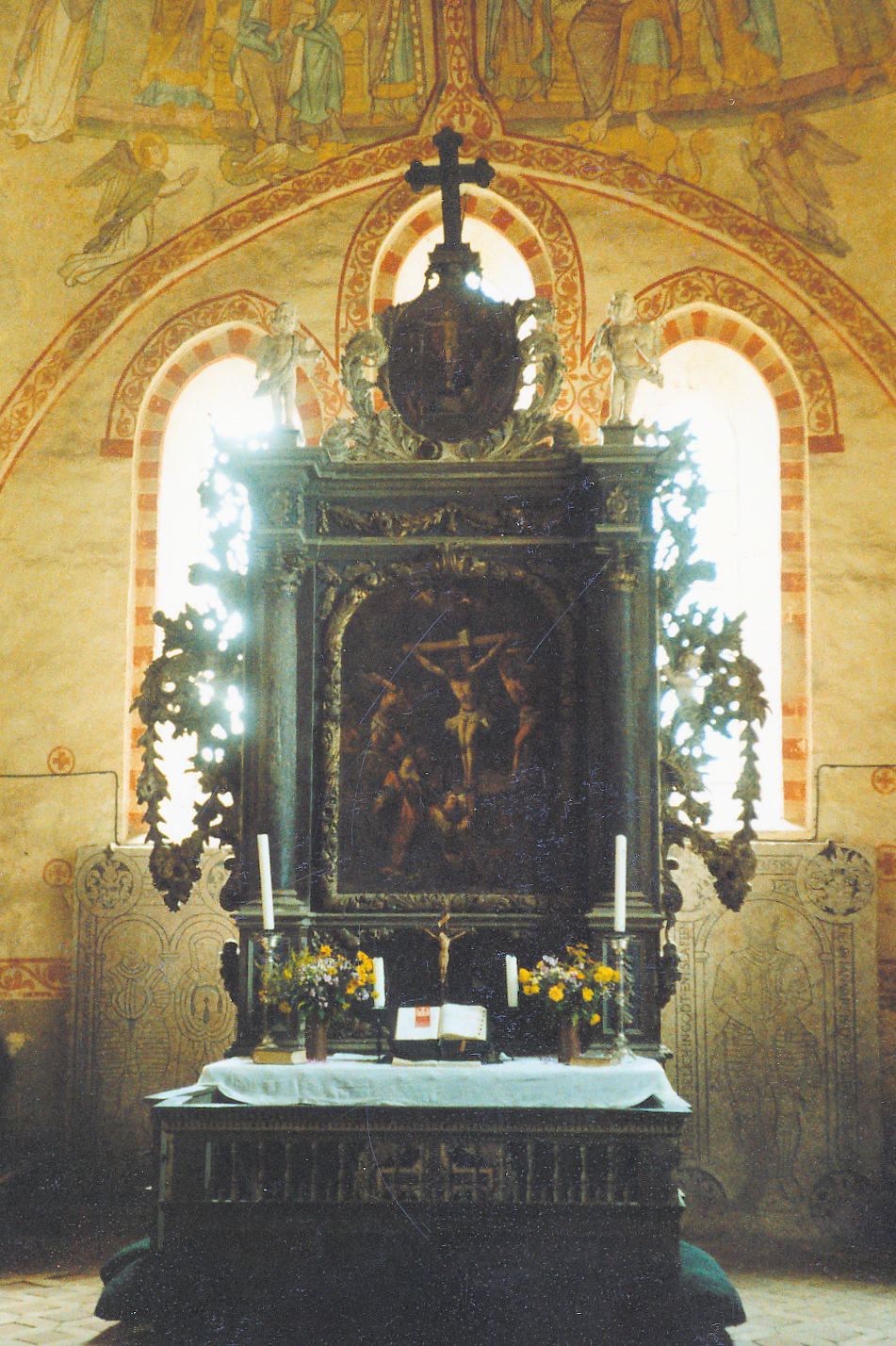
Altar

Die Dorfkirche von Hohen Sprenz ist eine frühgotische Kirche aus Backstein mit Bauteilen aus Feldstein, deren Chor dendrochronologisch (d) auf 1261 datiert wurde. Sie besteht aus einem eingezogenen, im Grundriss quadratischen Chor aus Feldsteinen, dem kurzen etwa quadratischen Schiff aus der Zeit um 1280 und einem mächtigen quadratischen Westturm in Schiffsbreite aus Backsteinmauerwerk. Der Turmaufsatz wurde 1458 (d) erbaut und erhielt einen Spitzhelm. Die Lanzettfenster am Chor und am Schiff sind in Zweier- und Dreiergruppen angeordnet. An der Südseite des Schiffs befindet sich ein vermauertes Rücksprungportal mit eingelegten Rundstäben in den Kehlen. Der Chor ist mit einem Domikalgewölbe abgeschlossen. Das Schiff, das mit dem Chor durch einen schweren spitzbogigen Triumphbogen verbunden ist, schließt mit einem spätgotischen Sterngewölbe ab, das wohl gleichzeitig mit dem 1429 (d) erneuerten Dach erbaut wurde.
In den Gewölben des Chores sind noch Malereien vom Ende des 13. Jahrhunderts erhalten, die eine Marienkrönung und den Marientod sowie die zwölf Apostel und Maria und Christus zwischen Heiligen thronend zeigen. Sie wurden um 1900 restauriert.

## Ausstattung

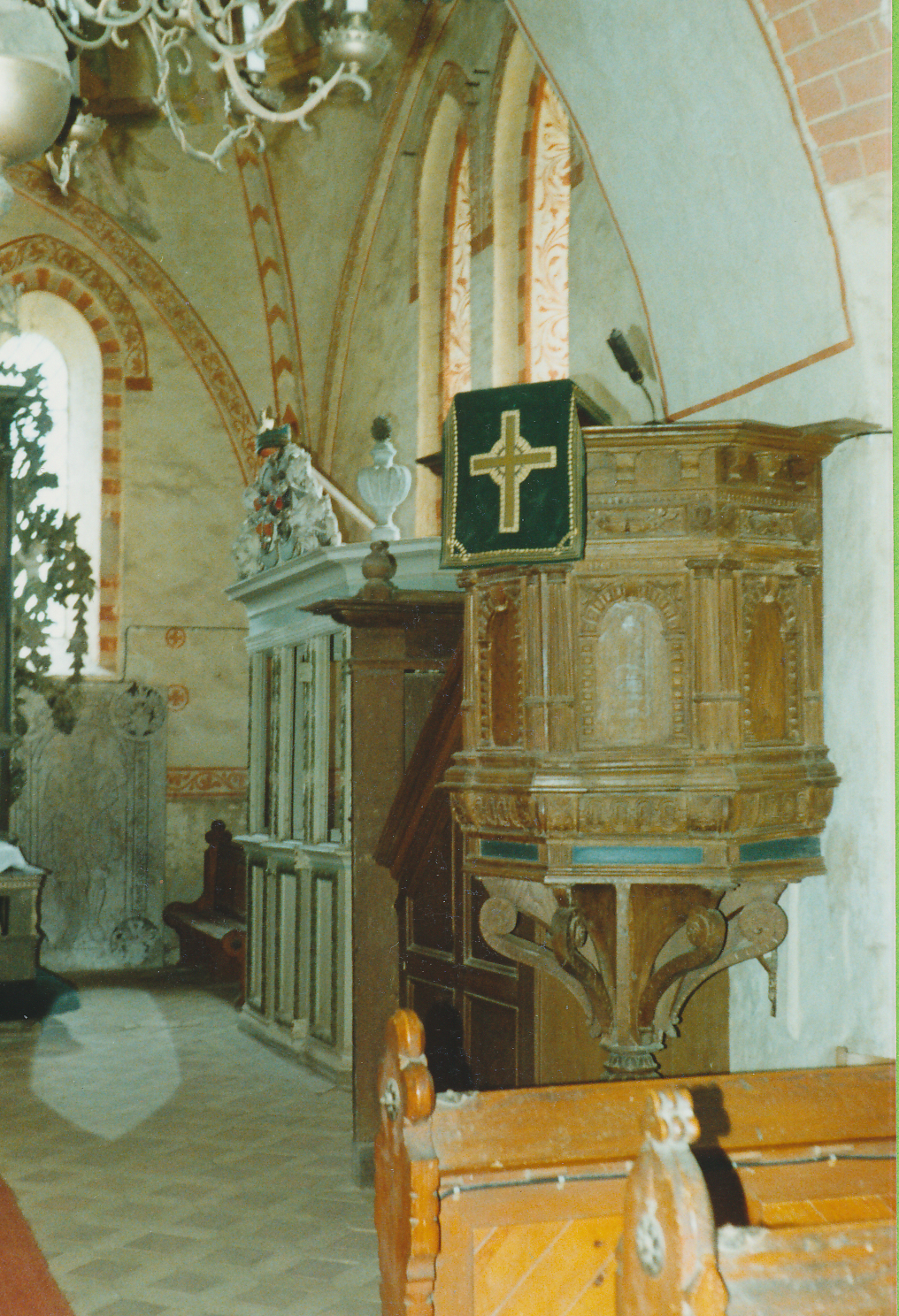
Innenansicht mit Kanzel

Das Hauptstück der Ausstattung ist ein barocker Altaraufsatz von 1720/30 mit einem Kreuzigungsgemälde in einer Säulenarchitektur, der in den geschnitzten Wangen Putten zwischen Fruchtgehängen zeigt und von einem Medaillon mit einer Auferstehungsszene bekrönt wird. Die schlichte Kanzel mit Nischenarchitektur entstammt der zweiten Hälfte des 17. Jahrhunderts. Der frühgotische Taufstein wurde wohl in der zweiten Hälfte des 13. Jahrhunderts aus Granit gearbeitet. Weiter zu erwähnen sind zwei Patronatslogen im Zopfstil vom Ende des 18. Jahrhunderts. Mehrere Grabsteine zeigen in eingetiefter Zeichnung die Verstorbenen. Der älteste Grabstein ist der, den Pfarrer Gherard Leuwentkoper seiner Mutter Ava († 1393), seinem Vorgänger Nicolas Rasor und sich selbst setzte. Zwei Grabsteine von 1588 und 1672 wurden für Mitglieder der Familie von Drieberg gesetzt.
Die Orgel ist ein Werk von Carl Noebe von 1841/42 unter Verwendung eines Altbestands unbekannten Umfangs von 1701/02. Sie wurde 1885 von Carl Börger umgesetzt und umgebaut und besitzt heute 13 Register auf einem Manual und Pedal. Zwei Glocken, die eine von 1930 mit dem Ton gis1±0 und die zweite von 1773 mit dem Ton ~g3 bilden das Geläut.